# Crno kao noć
Crno kao noć je 1. epizoda strip serijala Dedvud Dik objavljena u Srbiji u #21. obnovljene edicije Zlatne serije koju je pokrenuo Veseli četvrtak. Sveska je izašla 4. juna 2020. god. i koštala 350 dinara (3,45 $; 2,96 €). Imala je 121 stranicu. Sveska je zapravo sadžala prve dve epziode. Prva epizoda je od strane 5-64, a 2. od strane 65-126.

## Originalne epizode
Originalno, ove dve epizode objavljene su premijerno u Italiji u izdanju Bonelija. Epizoda #1 objavljena pod nazivom Nero come la notte objavljena je 6. jula 2018, dok je ep. #2 Rosse come il sangue objavljena 7. avgusta 2018. Obe epizode nacrtao je Corrado Mastantuono, a scenario napisao Michele Masiero. Naslovnu stranu je nacrtao Corrado Mastantuono. Svaka sveska koštala je 3,5 €. 

## Kratak sadržaj
Dedvud Dik beži pred grupom belaca koji žele da ga linčuju. Belac Ragert ga optužuje da je gledao u pozadinu njegove žene dok je capao drva u susednom dvorištu. Dik beži u šumu u kojoj upoznaje Kalena, takođe Afro-amerikanca, dok vrši veliku nuždu. Kalen je radio na plantaži kao majordom, ali se i borio u južnjačkoj vojsci u američkm Građanskom ratu. Obojica kreću ka Fort Makavertu u Teksasu gde se uključuju u konjičku jedinicu koja se sastoji isključivo od Afro-amerikanaca.

## Karakter glavnog junaka
Dik je potpuno drugačiji junak u odnosu na tipične bonelijevske junake. Zapravo, pre bi se moglo reći da je anti-junak. Iako je crnac koji jedva spašava živu glavu od ličnovanja, on se -- iako bi se to očekivalo od tipičnog bonelijevskog strip junaka -- ne bori protiv rasizma koa oblika nepravde. Prihvata ga kao datu činjenicu i na kraju napušta vojsku, tražeći novu zaštitu. Iako Dik ne zauzima eksplicitan stav o rasizmu, krvav sukob američke vojne jedinice koju čine samo crnci sa Apači indijancima u kome se belci uopšte ne pojavljuju indirektno govori o tome koje etničke grupe su tokom američke istorije prošli najgore.

## Premijerno objavljivanje u Itaiji
Ceo serijal od sedam epizoda premijerno je objavljen u Italiji za Bonelija u toku 2018-2019. u okviru edicije „Audace“ s na znakom Contenuti Espliciti (eksplicitni sadržaj).

## Društvena reakcija u Srbiji
Ovaj broj Zlatne serije pojavio se u trenutku velikih rasnih nemira u SAD nastalih kao posledica ubistva Džordža Flojda. Jedan broj čitalaca je počeo žestoko da napada redakciju Veselog četvrtka preko društvenih mreža za objavljivanja ovakvog stripa u ovom trenutku, zamerajući joj što ne objavljuje stripove o stradanjima Srba.

## Izdanja u drugim zemljama regiona
U Hrvatskoj je Dedvud Dik počeo da se objavljuje u prvoj polovinu 2019. u izdanju Libelusa.

## Prethodna i naredna sveska
Prethodna sveska ZS sadržala je epizodu Zagora pod nazivom Povratak Zimske Zmije (#20), dok je naredna sadržala epziodu Dilan Doga i Dampira pod nazivom Istraživač noćnih mora (#22).